# Фельдман, Аугуст Юлианович
Аугуст Юлианович Фельдман (эст. August Feldman; 30 марта 1899, Пернов, Лифляндская губерния — 5 августа 1970, Таллин, ЭССР) — советский эстонский военачальник, полковник (1942), в 1944—1945 годах командовал 249-й Эстонской стрелковой дивизией, с 1951 по 1954 год — военный комиссар Эстонской ССР.

## Биография
Родился 15 марта 1899 года в городе Пернов Лифляндской губернии в семье фабричного рабочего.
В возрасте пятнадцати лет поступил учеником слесаря на фабрику, где работал отец.

### Служба в армии
C августа 1917 работал милиционером и делопроизводителем в Ревельской городской народной милиции. С апреля 1918 –в РККА и зачислен в Самарскую коммунистическую дружину. Участвовал с ней в подавлении мятежа Чехословацкого корпуса, в боях на р. Самарка и под Самарой. В мае попал в плен к белочехам и заключен в тюрьму. Через 21 день во время работ бежал из плена в Симбирск, а оттуда убыл в Петроград.
5 июня 1918 добровольцем вступил в 1-й Эстляндский эстонский коммунистический стрелковый полк, в составе которого участвовал в боевых действиях на Урале. Его полк тесно взаимодействовал с частями 30-й стрелковой дивизии, которой командовал В. К. Блюхер.
В составе Эстонской стрелковой дивизии на Западном фронте с марта 1919 принимал участие в боях под Псковом, Изборском и Печорами, оборонительных боях на реке Западная Двина. С ноября 1919 проходил службу делопроизводителем и помощником начальника военно-продовольственного снабжения этого же полка после переброски дивизии на Южный фронт. Затем службу проходил в той же должности сначала в 7-м Украинском трудовом полку, с октября – в 7-м стрелковом полку и 4-м стрелковом полку 1-й стрелковой дивизии, а с декабря – в 133-м стрелковом полку 15-й Сивашской стрелковой дивизии. В составе этих частей участвовал в боях с белогвардейскими войсками генералов Я. А. Слащёва, А. И. Деникина и П. Н. Врангеля, взятии Мариуполя,  взятии Крыма и ликвидации банд Заболотного и Левченко на Украине, а также в боях с вооруженными формированиями Н. И. Махно.
В феврале 1922 был переведён в Петроградский военный округ и назначен помощником делопроизводителя хозяйственной части 4-го кавалерийского полка 15-й кавалерийской дивизии. С этой должности в июне направлен на учёбу в в Петроградскую интернациональную военную школу, в эстонской группе был передовиком в учёбе. Окончив школу в августе 1925, был назначен командиром взвода в 144-й стрелковый полк 48-й стрелковой дивизии Московского военного округа в г. Орёл. Через месяц переведён в 164-й стрелковый полк 55-й стрелковой дивизии в г. Рыльск (Курская область), где проходил службу командиром стрелкового взвода и взвода полковой школы, начальником хозяйственного довольствия полка, командиром роты. С декабря 1931 исполнял должность начальника штаба 8-го отдельного территориального стрелкового батальона Рязанского территориального стрелкового полка в г. Скопин. В апреле 1935 вновь был назначен в 55-ю стрелковую дивизию в г. Курск на должность начальника штаба 165-го стрелкового полка. В период с 1 февраля по 13 июля 1936 учился на курсах «Выстрел»., затем вернулся в полк на прежнюю должность. В мае 1938 уволен в запас.
Работал преподавателем военного дела и физической подготовки в педагогическом училище в г. Дмитриев-Льговский Курской области. В сентябре 1940 восстановлен в кадрах РККА в звании майора и назначен начальником штаба 400-го стрелкового полка 89-й стрелковой дивизии ОрВО в Курске.

### Великая Отечественная война
В начале войны назначен начальником 1-го отделения штаба 89-й стрелковой дивизии и убыл с ней на Западный фронт. В ходе Смоленского сражения дивизия в составе 19-й армии вела тяжёлые бои в районе севернее Ярцево. В начале октября в ходе начавшейся Вяземской оборонительной операции её части потерпели поражение и оказались в окружении. С 17 октября по 7 ноября 1941 майор А. Ю. Фельдман в составе группы из 16 человек выходил к своим войскам, по пути тяжело заболел, отстал от группы и затем выходил один. В ночь на 7 ноября перешёл линию фронта. Проходил проверку, затем с 15 по 22 ноября находился в доме отдыха Западного фронта. По восстановлении был назначен начальником оперативного отделения штаба 217-й стрелковой дивизии, которая в это время находилась в Туле. Из-за отсутствия связи с дивизией (при начавшемся наступлении противника) в должность не вступил и вновь был направлен в резерв начсостава фронта, а оттуда – в г. Куйбышев в распоряжение Главного управления кадров наркомата обороны. В начале декабря получил назначение в Уральский военный округ на должность начальника штаба формировавшейся 7-й Эстонской стрелковой дивизии (23 января 1942 назначен на эту должность приказом Военного Совета округа). С августа – заместитель командира дивизии.
25 сентября 1942 года, когда две дивизии были сведены в состав 8-го Эстонского стрелкового корпуса, был назначен заместителем командира 249-й Эстонской стрелковой дивизии 3-й ударной армии. В этом качестве участвовал в тяжелых боях под Великими Луками. Отличился в боях непосредственно в г. Великие Луки, участвовал в пленении начальника гарнизона города подполковника фон Засе с его штабом.
После передислокации корпуса в Ленинградскую область в резерв Ленинградского фронта руководил строительством армейского тылового рубежа по р. Луга. С 16 сентября 1944, когда комдив И. Я. Ломбак был ранен, вступил в командование 249-й Эстонской стрелковой дивизией. Дивизию провёл от форсировании реки Эмайыги до освобождения полуострова Сырве.
Особенно отличилась 249-я дивизия в сентябре 1944 года в ходе Таллинской операции. Преследуя отходящие части вермахта, идя обходными дорогами, дивизия опередила противника и в районе Поркуни прижала немецкую группировку к озеру. Бой продолжался более 2-х часов. Понеся потери (свыше 400 человек), около 1000 вражеских солдат и офицеров сдались в плен.
23 сентября 1944 года участвовал в составе передового отряда дивизии в освобождении Хаапсалу. К исходу дня отряд вырвался к Рохукюла. Дивизия форсировала пролив Суур-Вяйн и затем овладела островом Муху (водная преграда составляла свыше шести километров). С 5 декабря 1944 по 3 апреля 1945 исполнял должность заместителя командира 8-го Эстонского стрелкового корпуса, затем вновь вступил в командование дивизией.
За время войны А. Ю. Фельдман был два раза упомянут в благодарственных в приказах Верховного Главнокомандующего.

### После войны
Приказом НКО от 28 июня 1945 года дивизия была преобразована в 122-ю гвардейскую Эстонскую стрелковую Краснознаменную дивизию, а полковник А. Ю. Фельдман утверждён ее командиром. По её расформировании с июня 1946 года состоял в распоряжении Военного совета ЛВО, затем в сентябре назначен начальником военной кафедры Тартуского государственного университета.
В феврале 1951 года был назначен Республиканским военным комиссаром Эстонской ССР, на этой должности находился больше двух лет. В августе 1954 году уволился в отставку по болезни.
Скончался в Таллине в 1970 году.
Его племянник — дирижёр Неэме Ярви, народный артист Эстонской ССР.

## Награды
- Орден Ленина (1945[2])
- четыре ордена Красного Знамени (20.06.1943, 21.09.1944, 03.11.1944[2], 1950[2])
- орден Суворова 2-й степени (29.06.1945)
- орден Александра Невского (06.06.1945)